# 384 î.Hr.

## Nașteri
- Aristotel, filosof grec (d. 322 î.Hr.)
- Demostene, orator și politician grec (d. 322 î.Hr.)